# Liste der Senatoren der Vereinigten Staaten aus Arizona
Die Liste der Senatoren der Vereinigten Staaten aus Arizona führt alle Personen auf, die jemals für diesen Bundesstaat dem US-Senat angehört haben, nach den Senatsklassen sortiert. Dabei zeigt eine Klasse, wann dieser Senator wiedergewählt wird. Die Senatoren der Class 1 standen im Jahr 2024 zur Wahl, die Senatoren der Class 3 wurden im November 2022 wiedergewählt.

## Klasse 1

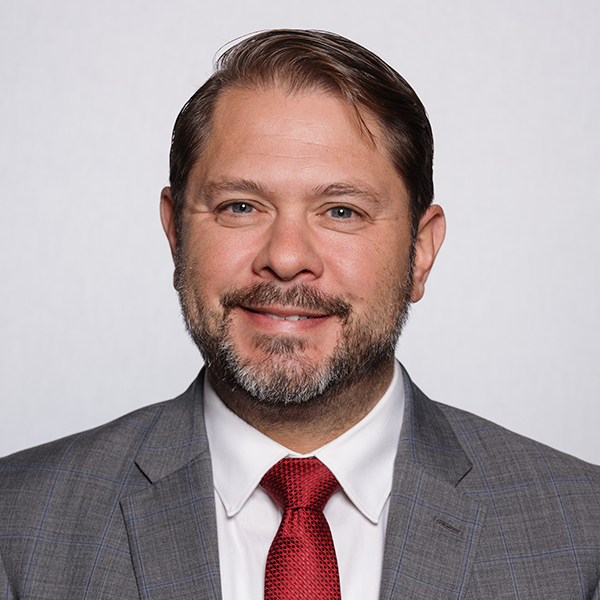
Ruben Gallego

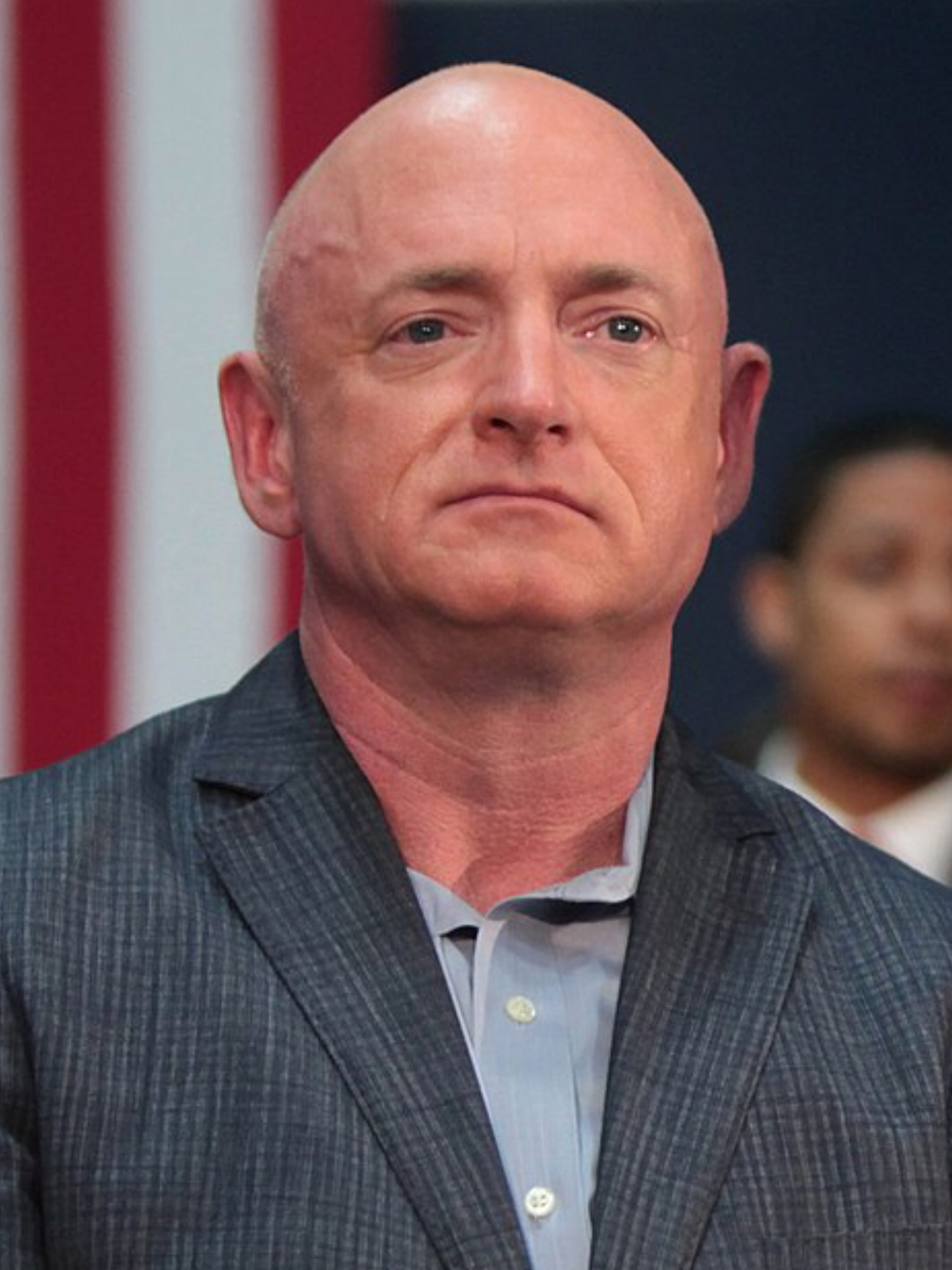
Mark Kelly

Arizona ist seit dem 14. Februar 1912 US-Bundesstaat und hatte bis heute acht Senatoren der Class 1:
| Name                       | Amtszeit  | Partei               | Lebensdaten                     |
| -------------------------- | --------- | -------------------- | ------------------------------- |
| Henry Fountain Ashurst     | 1912–1941 | Demokrat             | 13. September 1874–31. Mai 1962 |
| Ernest William McFarland   | 1941–1953 | Demokrat             | 9. Oktober 1894–8. Juni 1984    |
| Barry Morris Goldwater     | 1953–1965 | Republikaner         | 2. Januar 1909–29. Mai 1998     |
| Paul Jones Fannin          | 1965–1977 | Republikaner         | 29. Januar 1907–13. Januar 2002 |
| Dennis Webster DeConcini   | 1977–1995 | Demokrat             | * 8. Mai 1937                   |
| Jon Llewellyn Kyl          | 1995–2013 | Republikaner         | * 25. April 1942                |
| Jeffrey Lane Flake         | 2013–2019 | Republikaner         | * 31. Dezember 1962             |
| Kyrsten Lea Sinema         | 2019–2025 | Demokrat/Unabhängig* | * 12. Juli 1976                 |
| Rubén Marinelarena Gallego | seit 2025 | Demokrat             | * 20. November 1979             |

## Klasse 3
Arizona hatte bis heute acht Senatoren der Class 3:
| Name                     | Amtszeit  | Partei       | Lebensdaten                       |
| ------------------------ | --------- | ------------ | --------------------------------- |
| Marcus Aurelius Smith    | 1912–1921 | Demokrat     | 24. Januar 1851–7. April 1924     |
| Ralph Henry Cameron      | 1921–1927 | Republikaner | 21. Oktober 1863–12. Februar 1953 |
| Carl Trumbull Hayden     | 1927–1969 | Demokrat     | 2. Oktober 1877–25. Januar 1972   |
| Barry Morris Goldwater   | 1969–1987 | Republikaner | 1. Juni 1909–29. Mai 1998         |
| John Sidney McCain III   | 1987–2018 | Republikaner | 29. August 1936–25. August 2018   |
| Jon Llewellyn Kyl        | 2018–2019 | Republikaner | * 25. April 1942                  |
| Martha Elizabeth McSally | 2019–2020 | Republikaner | * 22. März 1966                   |
| Mark Edward Kelly        | seit 2020 | Demokrat     | * 21. Februar 1964                |